# Hyppa indistincta
Hyppa indistincta är en fjärilsart som beskrevs av Smith 1894. Hyppa indistincta ingår i släktet Hyppa och familjen nattflyn. Inga underarter finns listade i Catalogue of Life.